# Los Premios MTV Latinoamérica
Los Premios MTV Latinoamérica, bis 2006 als MTV Video Music Awards Latinoamérica oder VMALA’s bekannt, war die lateinamerikanische Variante des MTV Video Music Awards. Die Musikauszeichnung wurde von 2002 bis 2009 vom  MTV Networks Latin America vergeben.

## Geschichte

### International Viewer’s Choice Awards – Video de la Gente
Vor 2002 wurde von  MTV Latin der Preis „Video de la Gente“ (Video des Jahres) verliehen, der als Teil der lateinamerikanischen Übertragung der MTV Video Music Awards vergeben wurde. Im Folgenden eine Auflistung der Sieger sowie der Nominierten:
| Jahr | Region   | Sieger                                                     | Nominierte |
| ---- | -------- | ---------------------------------------------------------- | --- |
| 1994 |          | Los Fabulosos Cadillacs – El Matador                       | - Caifanes – Afuera - La Ley – Tejedores de Ilusión - Mano Negra – El Señor Matanza |
| 1995 |          | Café Tacuba – La Ingrata                                   | - Fito Páez – Circo Beat - Santana – Luz Amor y Vida - Todos Tus Muertos – Mate - Los Tres – Déjate Caer                                                                                          |
| 1996 |          | Soda Stereo – Ella usó mi cabeza como un revólver          | - Los Fabulosos Cadillacs – Mal Bicho - Illya Kuryaki and the Valderramas – Abarajame - Maldita Vecindad y los Hijos del 5to. Patio – Don Palabras - Eros Ramazzotti – La Cosa Más Bella          |
| 1997 |          | Café Tacuba – Chilanga Banda                               | - Azul Violeta – Volveré a Empezar - Control Machete – ¿Comprendes Mendes? - Fito Páez – Cadáver Exquisito - Aleks Syntek y la Gente Normal – Sin Ti                                              |
| 1998 | North    | Molotov – Gimme Tha Power                                  | - Aterciopelados – Cosita Seria - Illya Kuryaki and the Valderramas – Jugo - La Ley – Fotofobia - Plastilina Mosh – Mr. P. Mosh                                                                   |
| 1998 | South    | Molotov – Gimme Tha Power                                  | - Andrés Calamaro – Loco - Los Fabulosos Cadillacs – Calaveras y Diablitos - Illya Kuryaki and the Valderramas – Jugo - Turf – Casanova                                                           |
| 1999 | North    | Ricky Martin – Livin' la Vida Loca                         | - Bersuit Vergarabat – Sr. Cobranza - Café Tacuba – Revés - Control Machete – Sí, Señor - Molotov – El Carnal de las Estrellas                                                                    |
| 1999 | South    | Ricky Martin – Livin' la Vida Loca                         | - Los Auténticos Decadentes – Los Piratas - Miguel Mateos – Bar Imperio - Molotov – El Carnal de las Estrellas - Los Pericos – Sin Cadenas                                                        |
| 2000 | North    | Shakira – Ojos Así                                         | - Jumbo – Siento Que - La Ley – Aquí - Mœnia – Manto Estelar - Aleks Syntek – Tú Necesitas |
| 2000 | South    | Los Fabulosos Cadillacs – La Vida                          | - Gustavo Cerati – Paseo Inmoral - Illya Kuryaki and the Valderramas – Coolo - Shakira – Ojos Así - Diego Torres – Donde Van                                                                      |
| 2001 | North    | Alejandro Sanz – El Alma al Aire                           | - Control Machete (featuring Ely Guerra) – Amores Perros (De Perros Amores) - Genitallica – Imagina - La Ley – Fuera de Mí - Paulina Rubio – Y Yo Sigo Aquí                                       |
| 2001 | Central  | Dracma – Hijo de Puta                                      | - Chancho en piedra – Eligiendo una Reina - La Ley – Fuera de Mí - Paulina Rubio – Y Yo Sigo Aquí - Stereo 3 – Atrévete a Aceptarlo                                                               |
| 2001 | South    | Catupecu Machu – Y Lo Que Quiero Es Que Pises sin el Suelo | - Natalia Oreiro – Tu Veneno - Fito Páez – El Diablo de Tu Corazón - Paulina Rubio – Y Yo Sigo Aquí - Alejandro Sanz – El Alma al Aire                                                            |
| 2002 | North    | Shakira – Suerte                                           | - Enrique Iglesias – Hero - Juanes – A Dios le Pido - Jumbo – Cada Vez Que Me Voy - Celso Piña (featuring Control Machete and Blanquito Man) – Cumbia sobre el Rio - Paulina Rubio – Si Tú Te Vas |
| 2002 | Pacific  | Juanes – A Dios le Pido                                    | - Enrique Iglesias – Héroe - Javiera y Los Imposibles – Maldita Primavera - Nicole – Viaje Infinito - Stereo 3 – Amanecer sin Ti - Shakira – "Suerte"                                             |
| 2002 | Atlantic | Diego Torres – Color Esperanza                             | - Babasónicos – El Loco - Érica García – Positiva - Enrique Iglesias – Escapar - Juanes – A Dios le Pido - Shakira – Suerte                                                                       |

### Los Premios MTV Latinoamérica
Am 24. Oktober 2002 wurden im Jackson Gleason Theatre in Miami Beach, Florida, Vereinigte Staaten, die ersten Premios MTV Latinoamérica verliehen. Die von da an jährlich veranstaltete Verleihung fand drei Mal an gleicher Stelle statt, danach wurde die Veranstaltung nach Mexiko verlegt, wo sie an verschiedenen Orten und Städten bis 2008 stattfand. Die Veranstaltung fand bis eine Ausnahme immer Mitte Oktober statt. Bei den Los Premios 2005, der ersten Veranstaltung in Mexiko musste die Verleihung jedoch wegen des Hurrikan Katrina in den Dezember verschoben werden.
2009 fand die Verleihung an vier verschiedenen Locations in Mexiko, Argentinien, Kolumbien und Los Angeles statt. Die Liveübertragung wurde am 15. Oktober 2009 aus Los Angeles übertragen.
2010 wurden die Awards eingestellt und durch eine Konzertveranstaltung namens MTV World Stage Mexico ersetzt.
Als Preis wurde eine pinke, gepiercte Zunge gewählt, die sogenannte „Lengua“ (spanisch für Zunge).
| Jahr | Datum                                 | Stadt                                 | Ort                                   | Moderatoren                           |
| ---- | ------------------------------------- | ------------------------------------- | ------------------------------------- | ------------------------------------- |
| 2002 | 24. Oktober                           | Miami Beach, Vereinigte Staaten       | Jackie Gleason Theatre                | Diego Luna und Mario Pergolini        |
| 2003 | 23. Oktober                           | Miami Beach, Vereinigte Staaten       | Jackie Gleason Theatre                | Diego Luna                            |
| 2004 | 21. Oktober                           | Miami Beach, Vereinigte Staaten       | Jackie Gleason Theatre                | Paulina Rubio                         |
| 2005 | 22. Dezember                          | Playa del Carmen, Mexiko              | Xcaret Park, Teatro Gran Tlachco      | Molotov                               |
| 2006 | 19. Oktober                           | Mexico City, Mexiko                   | Palacio de los Deportes               | Molotov und Ana de la Reguera         |
| 2007 | 18. Oktober                           | Mexico City, Mexiko                   | Palacio de los Deportes               | Diego Luna                            |
| 2008 | 16. Oktober                           | Guadalajara, Mexiko                   | Telmex Auditorium                     | ohne Moderator                        |
| 2009 | 15. Oktober                           | Mexico City                           | Hipódromo de las Américas             | Residente und Nelly Furtado           |
| 2009 | 15. Oktober                           | Buenos Aires, Argentinien             | Espacio Darwin                        | Residente und Nelly Furtado           |
| 2009 | 15. Oktober                           | Bogotá, Kolumbien                     | Corferias                             | Residente und Nelly Furtado           |
| 2009 | 15. Oktober                           | Los Angeles, Vereinigte Staaten       | Gibson Amphitheatre                   | Residente und Nelly Furtado           |
| 2010 | Durch MTV World Stage Mexico ersetzt. | Durch MTV World Stage Mexico ersetzt. | Durch MTV World Stage Mexico ersetzt. | Durch MTV World Stage Mexico ersetzt. |
| 2011 | eingestellt                           | eingestellt                           | eingestellt                           | eingestellt                           |

## Kategorien
- Artist of the Year (2002–2009)
- Video of the Year (2002–2009)
- Song of the Year (2006–2009)
- Best Solo Artist (2003–2004, 2006–2009)
- Best Group or Duet (2002–2009)
- Best Pop Artist (2002–2009)
- Best Rock Artist (2002–2009)
- Best Alternative Artist (2002–2009)
- Best Urban Artist (2007, 2009)
- Best Pop Artist – International
- Best Rock Artist – International
- Best New Artist – International
- Best Artist – North
- Best New Artist – North
- Best Artist – Central
- Best New Artist – Central
- Best Artist – South
- Best New Artist – South
- Breakthrough Artist
- "La Zona" Award
- Fashionista – Female
- Fashionista – Male
- Best Fan Club
- Best Video Game Soundtrack
- Best Ringtone
- Best Movie
- Best MTV Tr3́s Artist
- Agent of Change
- MTV Legend

Eingestellte Kategorien
- Best Hip-Hop/R&B Artist – International (2004–2005)
- Best Independent Artist
- Promising Artist
- Best Reunion Tour